# Arisaema petelotii
Arisaema petelotii är en kallaväxtart som beskrevs av Kurt Krause. Arisaema petelotii ingår i släktet Arisaema och familjen kallaväxter. Inga underarter finns listade.